# ペリシテ人に捕えられるサムソン
『ペリシテ人に捕えられるサムソン』（ペリシテじんにとらえられるサムソン、英: Samson Captured by the Philistines）は、イタリアのバロック絵画の巨匠グエルチーノが1619年にキャンバス上に油彩で制作した絵画である。フェラーラのローマ教皇特使で著名な収集家だったジャコモ・セッラ枢機卿の依頼による数点のうちの1枚として描かれた。作品は、『旧約聖書』の「士師記」に登場する英雄サムソンの物語を主題としている。1984年にチャールズ・ライツマン夫妻に寄贈されて以来、ニューヨークのメトロポリタン美術館に所蔵されている。

## 作品
「士師記」によれば、サムソンは素手でライオンを殺し、1人で1000人も倒すほどの怪力を持っていたが、一方で女にはだらしなかった。ある時、サムソンは敵対するペリシテ人の女デリラに惚れ、髪の毛を切られると力がなくなるという自身の弱点を彼女に教えてしまう。その後、彼は彼女に髪の毛を切られ、力を失い、両目を抉られて投獄された。
本作に表されているのは、サムソン (中央右寄り) とデリラ (左側) の物語のクライマックスである。愛人のデリラの策略で、サムソンがペリシテ人に捕えられ、拘束され失明する場面が描かれている。迫力ある、きわめて独創的な構図の焦点となっているのはサムソンの勇ましい背中で、グエルチーノは画面を人物で埋めることで強烈な情景を示している。全体に見られる劇的な照明効果は、画家の初期の作品の特徴である自然主義的なキアロスクーロによるものである。